# Le Rheu
Le Rheu (bret. Reuz) – miejscowość i gmina we Francji, w regionie Bretania, w departamencie Ille-et-Vilaine.
Według danych na rok 1990 gminę zamieszkiwało 5027 osób, a gęstość zaludnienia wynosiła 266 osób/km² (wśród 1269 gmin Bretanii Rheu plasuje się na 80. miejscu pod względem liczby ludności, natomiast pod względem powierzchni na miejscu 530.).